# Schwedische Literatur
Unter schwedischer Literatur versteht man die in schwedischer Sprache geschriebene Literatur, also neben der Literatur aus Schweden – einschließlich der von Einwanderern in Schwedisch geschriebenen – auch die Literatur von den Åland-Inseln und die von Finnlandschweden geschriebene Literatur. Die schwedische Literatur ist ein Teil der skandinavischen Literatur.

## Mittelalter und Kalmarer Union (1100–1527)

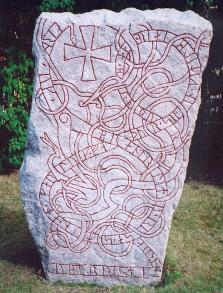
Runenstein

Wenn man von den Runensteinen absieht, die oft nur kurze Inschriften tragen, jedoch auf großen Formenreichtum schließen lassen, gehören die Landschaftsgesetze aus dem 13. Jahrhundert zur ältesten Literatur Schwedens. Unter dem Einfluss der mittelniederdeutschen Sprache entfernte sich das Schwedische immer weiter von der altnordischen Sprache. Mit der Verbreitung des Christentums entstand Ende des 13. Jahrhunderts eine religiöse Literatur, die Hymnen und Übersetzungen von Teilen der Bibel umfasste. Im 14. Jahrhundert erreichte die höfische, von Kontinentaleuropa beeinflusste Literatur den Süden Schwedens. Drei Ritterromane (Eufemiavisorna, benannt nach der norwegischen Königin Euphemia von Rügen) wurden kurz nach 1300 aus dem Französischen ins Schwedische übersetzt. Mit der gereimten, zum Vortrag bestimmten Erikskrönika (Erikschronik) mit über 4500 Versen entstand zudem eine politisch motivierte Chronik über die Zeit des Machtkampfes von 1250 bis 1319. Die Mitte des 15. Jahrhunderts entstandene gereimte Karlschronik diente offenbar dynastischen Zwecken.
Die größte Schriftstellerin des Mittelalters ist aber die heilige Birgitta, eine Mystikerin, die in ihren Himmelska uppenbarelser („Himmlischen Offenbarungen“, lat. 1492) ihre Visionen schildert und politische und kirchliche Gegner angreift. Einer Erwähnung wert sind auch die allgemeinnordischen Balladen, die als Volksepen lange fortlebten, aber in Schweden erst im 19. Jahrhundert aufgezeichnet wurden und die Volkstradition bis in das 20. Jahrhundert beeinflussten.

## Reformation und Großmachtszeit (1527–1721)

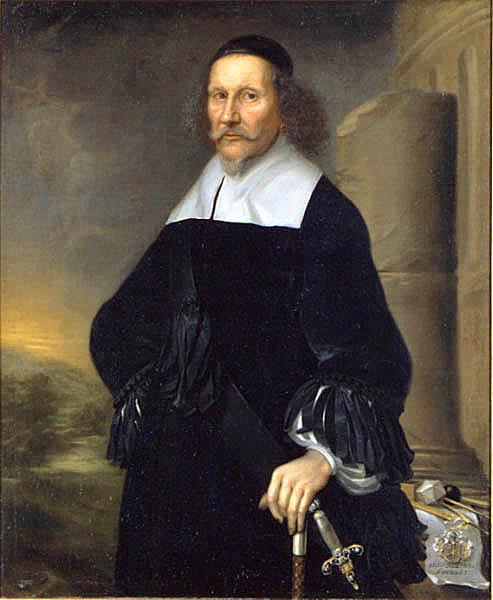
Georg Stiernhielm, Gemälde von David Klöcker Ehrenstrahl 1663

Bis zum Beginn der Reformationszeit wurde der Grundstein für eine einheitliche schwedische Sprache gelegt. Seit dem 16. Jahrhundert erfuhr die schwedische Sprache eine erhebliche Veränderung und teilweise Vereinfachung. Um 1539 erschien die erste Chronik (Olai Petris Svenska Crönica) in neuschwedischer Sprache von Olaus Petri, 1541 die hauptsächlich von ihm neuübersetzte Gustav-Wasa-Bibel, die mit kleineren Änderungen bis 1917 herausgegeben wurde. Die religiöse Literatur im Gefolge der Reformation dominierte den gesamten folgenden Zeitraum. Die Etablierung der neuen Lehre hatte dabei Vorrang vor ästhetischen Fragestellungen. Weltliche und neuhumanistische Texte wurden jedoch noch längere Zeit in lateinischer Sprache verfasst. Johannes Magnus (1488–1544), Erzbischof von Uppsala, schrieb im Exil die Historia de omnibus Gothorum Sveonumque regibus (erschienen 1554), von der 1620 eine schwedische Übersetzung herauskommt. Dieses Werk postuliert eine Beziehung zwischen den ersten Geschlechtern nach der Sintflut und der Expansion des Gotenreichs entlang der Ostseeküste. Dieses „gotizistische“ (oder „götizistische“) Bild wird später als heroisches schwedisches Selbstbild die Großmachtzeit prägen.
Erst im 17. Jahrhundert hielt die Renaissanceliteratur ihren Einzug in Schweden. Ihr Hauptvertreter war Lars Wivallius, einer der größten Hochstapler des Jahrhunderts. Seine Gedichte greifen den volkstümlichen Knittelvers auf und sind von Freiheits- und Naturliebe geprägt. Georg Stiernhielm dagegen versuchte, eine schwedische Dichtung durch Nachahmung der Antike zu begründen. Sein Hexameter-Epos Hercules (1658) beeinflusste eine Reihe von Nachfolgern. Skogekär Bergbo schrieb in Wenerid (erschienen 1680, verfasst vor 1650) Sonette in Petrarcas Nachfolge. Ab den 1670er-Jahren erreichte die Barockdichtung ihren Höhepunkt. Zahlreiche Kirchenlieder sowie Gelegenheitspoeme für Hochzeiten und Beerdigungen geben einer burlesken Lebensfreude, aber auch der Todesangst Ausdruck.

## Klassizismus, Aufklärung und Vorromantik (1721–1809)

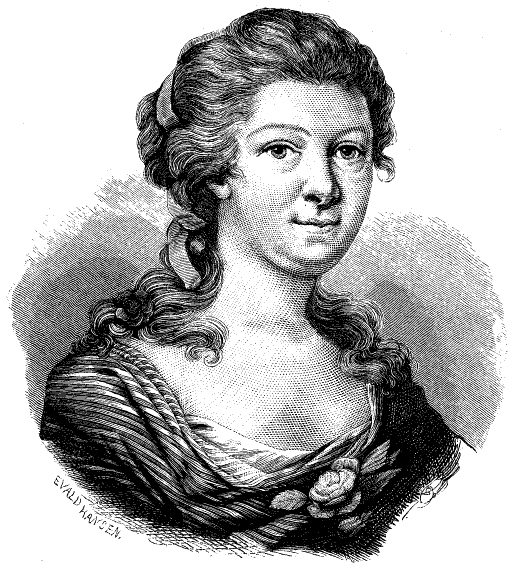
Hedvig Charlotta Nordenflycht

Auch in der Folgezeit blieb die Literatur eng mit der politischen Entwicklung verknüpft, so dass man für die literarischen Epochen auch historische Begriffe verwendete. So hieß die mit dem Verlust der Großmachtstellung verbundene Zeit von Beginn der Epoche bis 1772 auch die „Freiheitszeit“; sie war durch eine Verfassungsreform von 1719/23, eine steigende Bedeutung des Reichstags sowie durch Schulreformen und die relativ freie Entwicklung der Presse gekennzeichnet, endete jedoch in einer Verfassungs- und Finanzkrise. Die folgenden „Gustavianische Zeit“ war durch die Restauration eines (aufgeklärten) Absolutismus durch Gustav III. (1772–92) gekennzeichnet.
1732 wurde die erste Nummer der ersten Moralischen Wochenzeitschrift Schwedens, Then Swänska Argus, publiziert. Herausgeber war Olof von Dalin, der sich mit der Wochenzeitung vorwiegend an ein bürgerliches Publikum wandte. Dalin, dessen Dichtung ganz unter dem Einfluss des aus Frankreich kommenden Klassizismus stand, machte eine glänzende Karriere als Hofdichter. Unter den Zeitgenossen Dalins sticht Hedvig Charlotta Nordenflycht hervor, die auch seine stärkste Konkurrentin war. Ihre Lyrik ist teils persönlicher und gefühlvoller, teils geprägt von dem Kampf um die intellektuellen Rechte der Frauen.

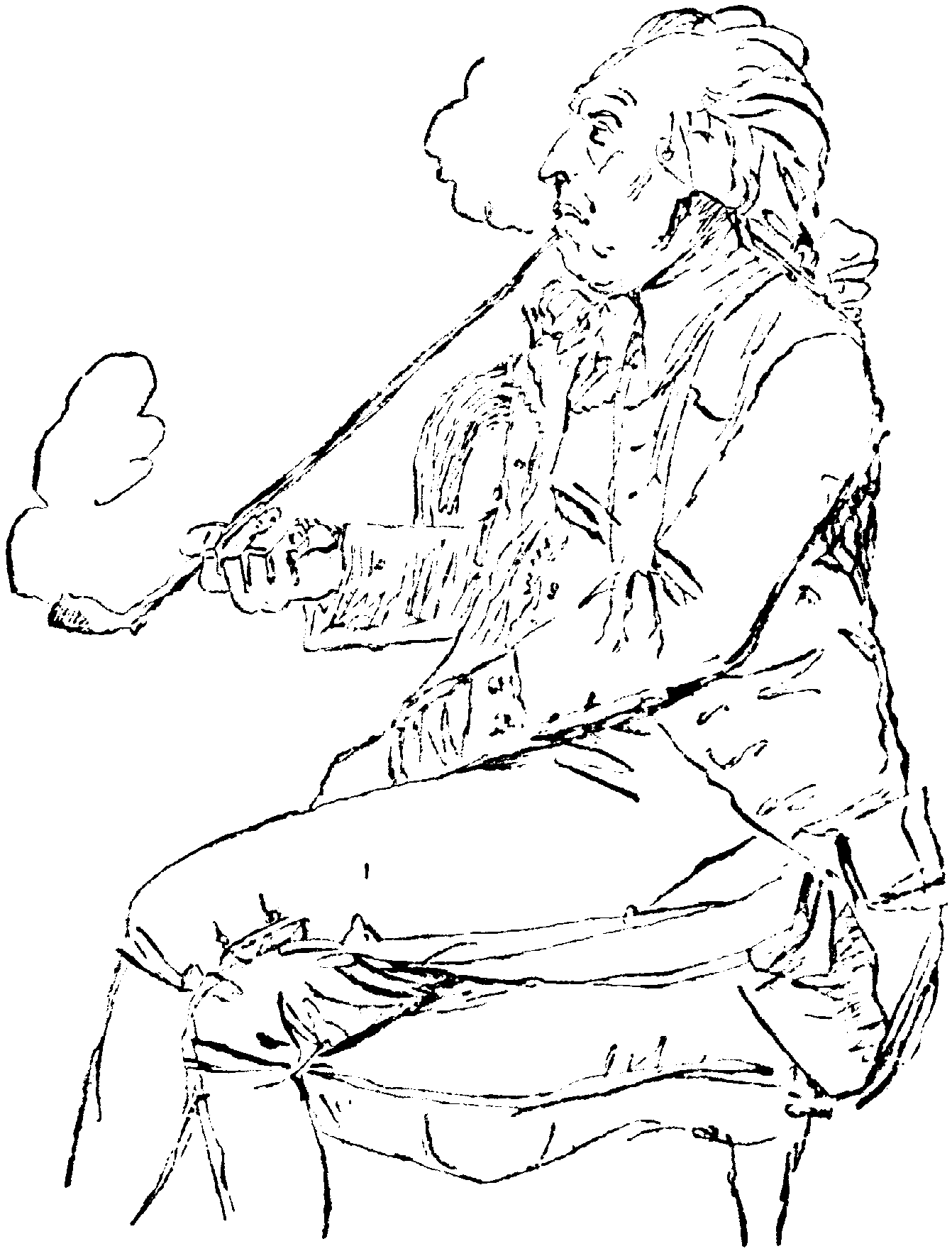
Carl Michael Bellman

Einen Platz für sich nimmt der Bänkelsänger Carl Michael Bellman ein, der mit seinen Liedersammlungen Fredmans epistlar (Fredmans Episteln) und Fredmans sånger (Fredmans Lieder) eine einzigartige Kombination von Text und Musik vorlegte, die lange fortlebte.
Die zwei prominentesten Vertreter der Aufklärung sind Johan Henric Kellgren und seine Nachfolgerin Anna Maria Lenngren. Beide erreichten ein großes Publikum als Mitarbeiter der Zeitung Stockholms Posten, dem Organ der Aufklärung. Vor allem Kellgren verteidigte die Aufklärung gegenüber den von Ossian, Rousseau und dem jungen Goethe beeinflussten Vorromantikern wie Thomas Thorild und Bengt Lidner.

## Romantik und Realismus (1809–1870)
1810 erschienen zwei Literaturzeitschriften, Polyfem in Stockholm und Phosphoros in Uppsala, die sich gegen den Klassizismus im Umkreis der Schwedischen Akademie richteten und der Romantik zum Durchbruch verhalfen. Per Daniel Amadeus Atterbom aus der Uppsala-Gruppe wurde zu einem der wichtigsten Vertreter der Romantik. Atterboms Freund und Professorskollege Erik Gustaf Geijer sowie nach ihm Esaias Tegnér waren Vertreter einer Nationalromantik, die in der Geschichte nach dem Altnordischen suchte. Geijer führte in seinem Gedicht Vikingen die Figur des Wikingers in die Literatur ein, der ein Vorbild für Tegnérs Frithiofs saga und eine Reihe von späteren Werken wurde. Der größte Lyriker der Romantik ist Erik Johan Stagnelius, der bereits dreißigjährig starb und dessen Bedeutung erst allmählich nach seinem Tode erkannt wurde. Während der Romantik erschienen auch die ersten Romane. Hier ist vor allem der radikale Liberale Carl Jonas Love Almqvist und sein Roman Drottningens juvelsmycke (Die Juwelen der Königin, 1834) zu nennen.
Almqvist publizierte fünf Jahre später, 1839, den Roman Det går an (dt. Die Woche mit Sara), der die Institution der Ehe in Frage stellt und ein Paar schildert, das ohne kirchliche Segnung zusammenlebt. Dieser Roman, der zum Abbruch von Almqvists Beamtenkarriere führte, ist ein Beispiel für die literarische Wende zum Realismus, der gesellschaftliche Fragen literarisch beleuchtete. Die erfolgreichsten Romanautoren dieser Zeit waren jedoch Frauen: Fredrika Bremer, die durch ihre Arbeiten wie z. B. im Roman Hertha den Emanzipationsbestrebungen der Frauen ein Zeichen setzte, Sophie von Knorring und Emilie Flygare-Carlén. Wilhelmina Stålberg verfasste Gedichte und Lieder, Novellen und historische Romane und übersetzte Literatur aus mehreren Sprachen ins Schwedische. Die Epoche schloss Viktor Rydberg ab, dessen Literatur ein Bekenntnis zu den Ideen der Französischen Revolution und des Liberalismus ist. Sein Roman Den siste Athenaren (Der letzte Athener, 1859) enthält eine Kritik am dogmatischen Christentum.
Zu den bedeutendsten Lyrikern des mittleren und späten 19. Jahrhunderts gehörten Carl Snoilsky und der Finnlandschwede Johan Ludvig Runeberg, dessen Gedichtsammlung Fähnrich Stahl heute noch populär ist. Sie wendeten sich von der Romantik ab und strebten nach einem neuen, realistischen Stil.

## Naturalismus und Jahrhundertwende (1870–1914)

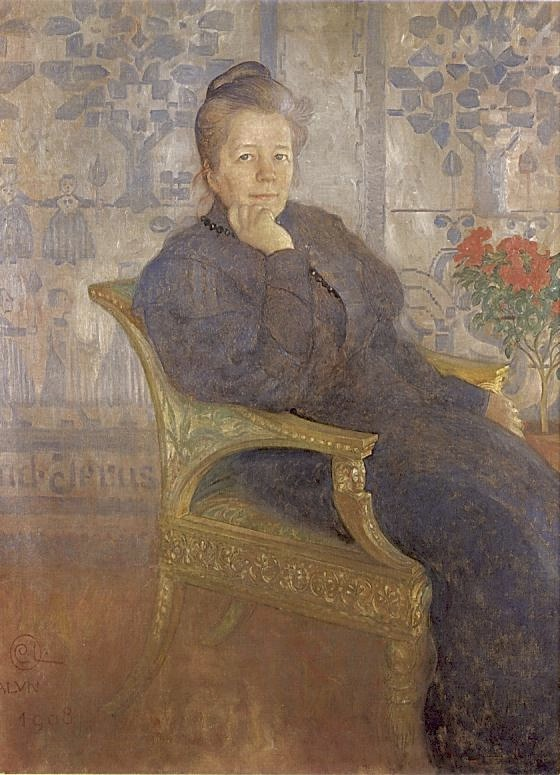
Selma Lagerlöf; Gemälde von Carl Larsson 1909

August Strindberg und Selma Lagerlöf sind die beiden herausragenden Schriftsteller dieses Zeitraums. Strindberg erreichte 1879 mit dem Roman Röda rummet (Das rote Zimmer) seinen Durchbruch. Er schrieb in der Folge eine Reihe kleinerer Werke und wandte sich dann dem Theater zu. Mit Fadren (Der Vater) 1887 und Fröken Julie (Fräulein Julie) 1888 erreichte er ein internationales Publikum, wie auch mit seinen späteren, symbolistischen Werken Ett drömspel (Ein Traumspiel) 1902 und Spöksonaten (Die Gespenstersonate) 1907. Die Nobelpreisträgerin Selma Lagerlöf trat mit dem Roman Gösta Berlings saga (Gösta Berling) 1891 an die Öffentlichkeit. Nils Holgerssons underbara resa genom Sverige (Nils Holgerssons wunderbare Reise durch Schweden) 1906–1907 wurde als heimatkundliches Schulbuch konzipiert und ist ein Spiel mit der Geographie Schwedens, aber gleichzeitig ein Entwicklungsroman. Ebenfalls für die Schule gedacht war Verner von Heidenstams historisches Lesebuch Svenskarna och deras hövdingar (dt. Die Schweden und ihre Häuptlinge), das zwei Jahre später erschien. Verner von Heidenstam war zusammen mit Gustaf Fröding einer der wichtigsten Lyriker der 90er Jahre; er beeinflusste auch die neuromantische Lyrik von Erik Axel Karlfeldt.
Das Fin de siècle repräsentiert Hjalmar Söderberg, dessen Werke von einer pessimistischen Menschensicht, aber stilistischer Brillanz geprägt sind. Er führt die Figur des Flaneurs in die schwedische Literatur ein. Seine Helden sind desillusionierte Tagediebe. Förvillelser (1895, dt. Verwirrung) ist sein Erstlingsroman, Doktor Glas (dt. Doktor Glas) sein erstes Meisterwerk und zugleich ein großer Skandal, Den allvarsamma leken (1912, dt. Das ernste Spiel) einer der klassischen Liebesromane der schwedischen Literatur. Der führende Lyriker dieser Zeit war Vilhelm Ekelund, Symbolist und Modernist, der wegen der expliziten Thematisierung der homosexuellen Liebe ins Ausland ausweichen musste.

## Die Zeit der beiden Weltkriege und dazwischen (1914–1945)
Die Literatur nach 1914 widmete sich stärker gesellschaftlichen und psychologischen Fragen als die Vorgänger. Arbeiterliteratur und eine kritische Schilderung des Bürgertums gründeten sich auf eigene Erfahrungen und waren in den 1920er und 1930er Jahren autobiographisch geprägt. Sigfrid Siwertz, Elin Wägner und Hjalmar Bergman schildern das zeitgenössische, von sozialen Unruhen geprägte Schweden im Umbruch von der Agrar- zur Industriegesellschaft. Sigfrid Siwertz beschreibt in seinem Familienroman Selambs (Die Selambs) Formen von asozialem Egoismus, Elin Wägner die moderne berufstätige Frau in Norrtullsligan (dt. Die Nordzollliga) und den Kampf für das Frauenwahlrecht in Pennskaftet (Der Federhalter), Hjalmar Bergman die enge bürgerliche Gesellschaft der schwedischen Kleinstadt, etwa in Makurells in Wadköping (dt. Makurell). Autoren aus der Arbeiter- und Kleinbauernklasse, meistens Autodidakten, schildern in autobiographisch geprägten Romanen die soziale Misere dieser Schichten. Zu ihnen zählen Vilhelm Moberg, der den Kampf des Kleinbauern gegen die neue Zeit schildert, aber vor allem erst nach 1945 für seinen vierbändigen Auswandererzyklus Utvandrarna (dt. Die Auswanderer), Invandrarna (dt. In der neuen Welt), Nybyggarna (dt. Die Siedler) und Sista brevet till Sverige (dt. Der letzte Brief nach Schweden) berühmt wurde, Ivar Lo-Johansson und Jan Fridegård, die das düstere Leben der Kleinpächter schildern, wie in Godnatt, jord (dt. Gute Nacht, Erde) von Lo-Johansson, und Moa Martinson, die den harten Alltag von Fabrikarbeiterinnen beschreibt. Martin Koch verstand sich explizit als Proletärförfattare (Arbeiterschriftsteller).
Moderne Lyrik mit Einflüssen aus dem Expressionismus, Futurismus und Surrealismus schrieben Pär Lagerkvist – sein Gedichtband Ångest (1916, dt. Angst) kennzeichnet den Beginn moderner Lyrik in Schweden –, Birger Sjöberg, der zuvor mit seinen idyllischen und populären Fridas visor (Fridas Lieder) bekannt geworden war, Hjalmar Gullberg, Artur Lundkvist und Harry Martinson. Die beiden letzteren waren auch Autoren der Gedichtsammlung Fem unga (Fünf Junge), die 1929 herauskam und der Literatengruppe ihren Namen gab. Ihnen schlossen sich weitere Lyriker an wie Karin Boye, deren melancholische Gedichte von Sozialismus und Psychoanalyse geprägt waren, und Gunnar Ekelöf, der radikalste der Modernen. Avantgardistische Impulse kamen auch von den Autoren des finnlandschwedischen Modernismus.
Die politische Entwicklung in Deutschland hinterließ ihre Spuren auch in der schwedischen Literatur. Unter dem Eindruck des Nationalsozialismus schrieb Pär Lagerkvist die Romane Bödeln (dt. Der Henker) 1933 und Dvärgen (dt. Der Zwerg) 1944, die das menschliche Böse entlarven, Karin Boye den dystopischen Zukunftsroman Kallocain (1940) über die Herrschaft zweier Weltmächte, und auch Eyvind Johnson bezog in seinem Krillon-Zyklus Stellung gegen den Nationalsozialismus.

## Die Zeit nach dem Zweiten Weltkrieg (1945–1995)

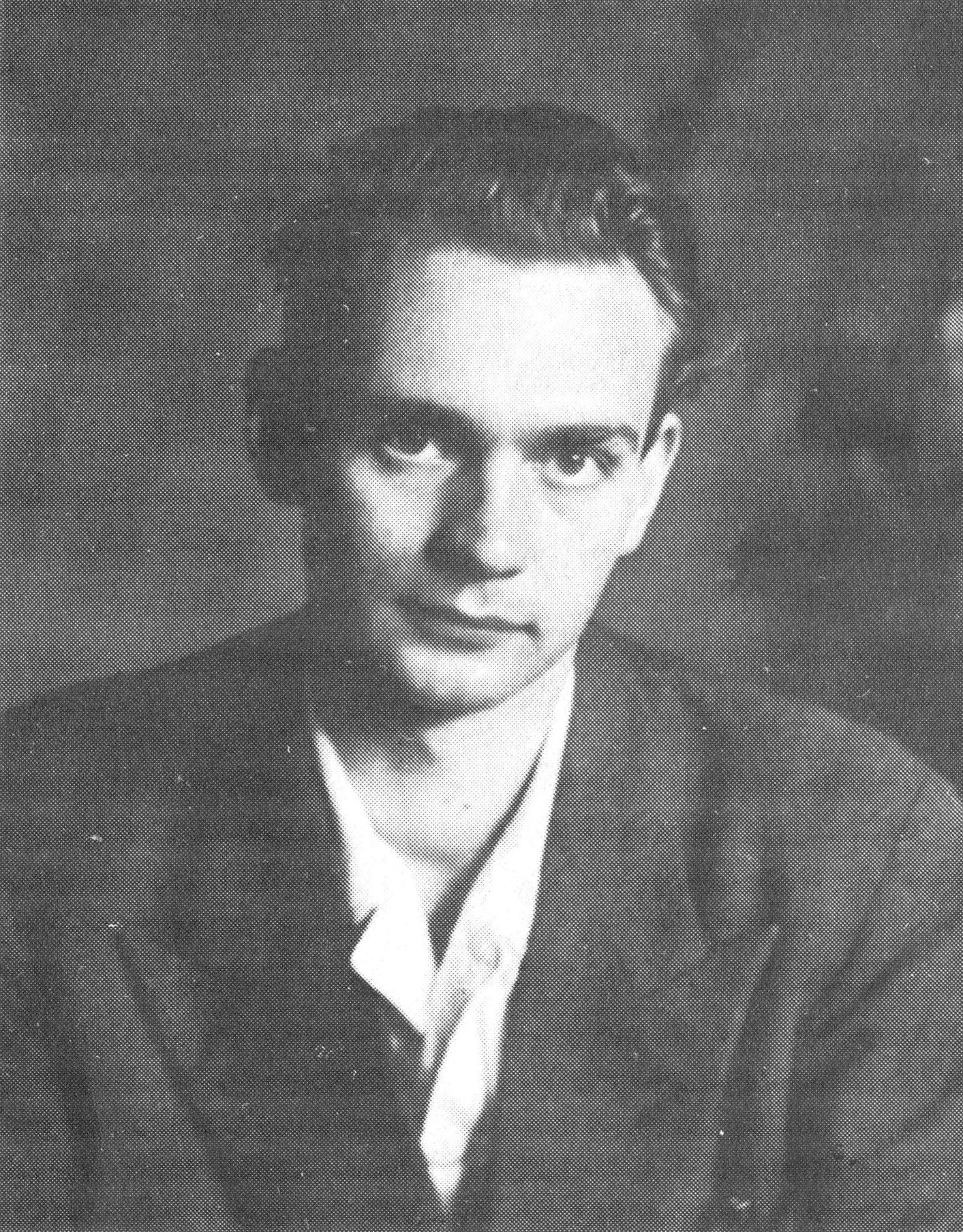
Stig Dagerman

In den ersten Jahrzehnten nach dem Zweiten Weltkrieg erfolgte der eigentliche Durchbruch der Moderne in der schwedischen Literatur. Existentielle Fragen wurden nun – vor allem in der Lyrik – in experimenteller, teils chaotischer Form abgehandelt. Erik Lindegren, Karl Vennberg, Werner Aspenström, Elsa Grave und Rut Hillarp gehören zu dieser Generation von Schriftstellern. Lars Forssell und Tomas Tranströmer konnten in ihrer Lyrik aus den Landgewinnen der Moderne Nutzen ziehen. Vertreter für die Prosa der unmittelbaren Nachkriegszeit sind Lars Ahlin, ein Ideendichter, der einer antinaturalistischen Ästhetik folgt, und Stig Dagerman, dessen Romane um Schuld, Angst und Panik kreisen und der mit diesen in nur vier Jahren verfassten Werken bis heute ein internationales Publikum wie nur wenige andere skandinavische Schriftsteller der erreicht.
Inmitten allen Experimentierens lebte aber auch der realistische Roman fort. Dessen Vertreter sind u. a. Sara Lidman, die das kleinbäuerliche Leben in Norrland in ihrem Erstling Tjärdalen (dt. Der Teermeiler) 1953 schildert, und Per Anders Fogelström mit seinen Schilderungen der Großstadt, etwa in Sommaren med Monika (dt. Die Zeit mit Monika) 1951.
1940er Jahre
Mitte der 1960er Jahre kam es zu einer Wende in der schwedischen Literatur. Ein neues (welt-)politisches Bewusstsein forderte eine gesellschaftskritische Literatur. Der sozialdokumentarische Roman und nichtfiktionale Texte wie Berichte und Reportagen erlebten ihren Höhepunkt. Per Olof Sundman verfasste Romane über Menschen in Grenzsituationen in dokumentarischem Stil. Per Olov Enquist schrieb den Dokumentarroman Legionärerna (dt. Die Ausgelieferten) über die Ausweisung der Balten aus Schweden in die Sowjetunion. Jan Myrdal legt einen Rapport från en kinesisk by („Bericht aus einem chinesischen Dorf“) vor. Auch andere Schriftsteller wie Pär Westberg und Sara Lidman schrieben über die Zustände in der Welt außerhalb von Schweden. Am Beginn der 1970er Jahre wurden zunehmend gesellschaftliche und innenpolitische Fragen aktualisiert, vor allem die Frauenfrage, z. B. durch Gun-Britt Sundström in För Lydia („Für Lydia“) und Inger Alfvén in Dotter till en dotter („Tochter einer Tochter“).
In den 70er Jahren trat der epische Roman wieder in den Vordergrund. In Romanzyklen wurden unterschiedliche Regionen im Umbruch zwischen Alt und Neu geschildert. Sven Delblanc schildert in seiner Hedebysvit (Hedebyzyklus) das bäuerliche Sörmland, Kerstin Ekmans Häxringarna (1974; dt. Hexenringe) leitet den Zyklus über das Södermanland des ausgehenden 19. Jahrhunderts ein und Sara Lidman kehrt mit ihrem fünfteiligen Jernbaneepos („Eisenbahnepos“) über die Kolonisierung Västerbottens im 19. Jahrhundert literarisch in ihre Heimat zurück. Auch Göran Tunström schildert in den Romanen Prästungen (1976; dt. Das Kind des Priesters) und Juloratoriet (1983;19 dt. Solveigs Vermächtnis) seine Heimat Värmland. Klas Östergren beobachtet vor dem Hintergrund des gefährdeten sozialdemokratische Gesellschaftsidylls den Alltag teils exzentrischer, teils scheiternder Menschen, wobei Themen von Strindberg anklingen (Attila 1975, Gentlemen 1980, Trilogie Ankare 1988, dt. Anker 1990). Er wurde zum meistgelesenen Autor Schwedens; seit 1996 schreibt er auch Drehbücher. Mit ihren zahlreichen, teils autobiographischen Romanen wurde Kerstin Thorvall in den 1970er Jahren ebenfalls zu einer vielgelesenen Autoren. Ihre Themen – weibliche Sexualität, Identitätsprobleme von Jugendlichen und jungen Frauen, Zerfall von Familien – wirkten aufwühlend, riefen aber auch Kritik hervor.

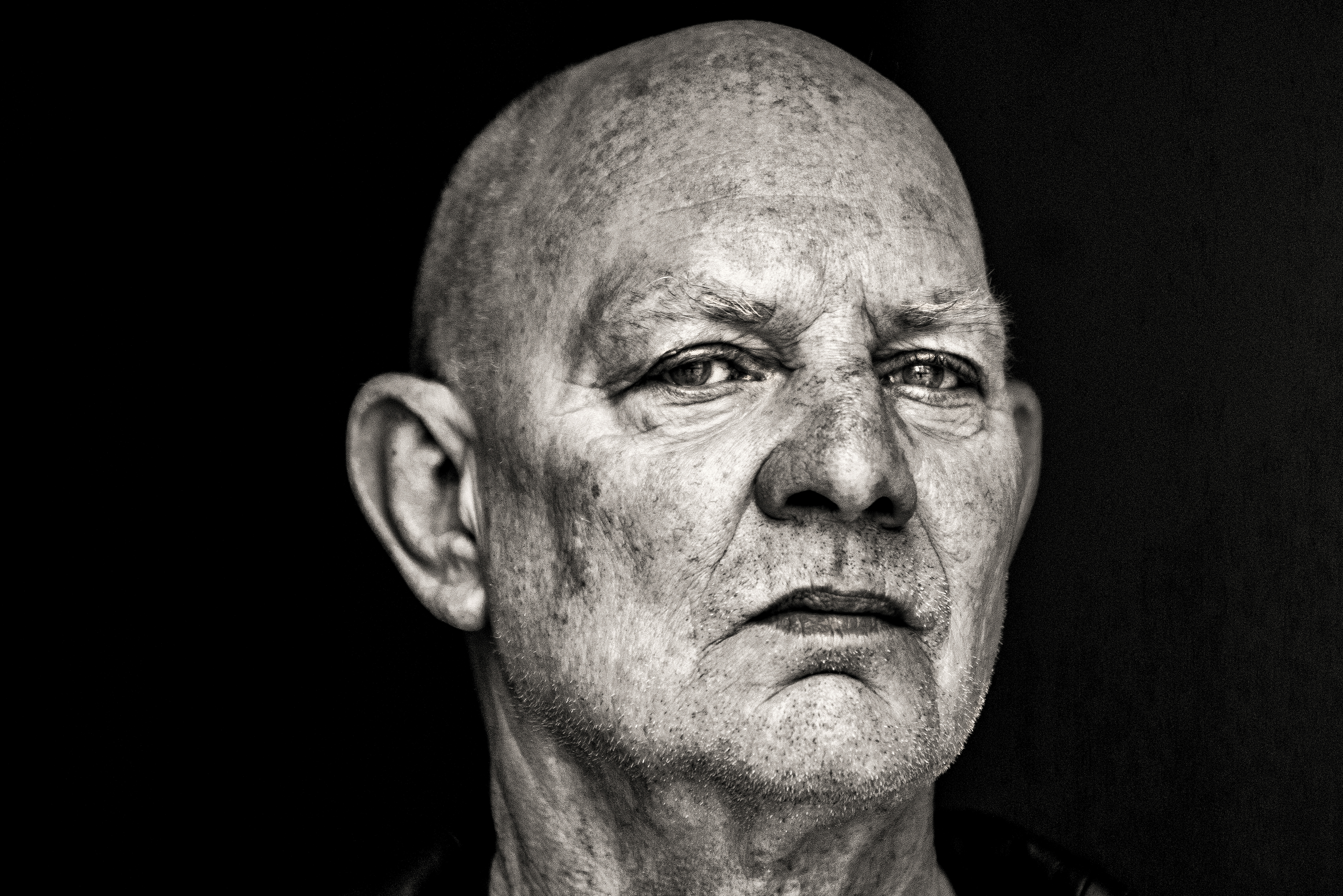
Lars Norén (2007)

Stig Larsson trat in den 1980er Jahren mit einer postmodernistischen Prosa an die Öffentlichkeit, etwa im Roman Autisterna (dt. Die Autisten). Die epische Erzähltradition wird etwa durch Torgny Lindgren (Ormens väg på hälleberget 1982, dt.: Der Weg der Schlange und Hummelhonung 1995, dt. Hummelhonig) sowie den Strindberg-Biographen Per Olov Enquist (Musikanternas uttåg 1978, dt. Auszug der Musikanten und Livläkarens besök 1999, dt. Der Besuch des Leibarztes) fortgesetzt.
Eigenwillig und oft schwer verständlich ist das lyrische Werk der Dichterin und Dramatikerin Katarina Frostenson. Lars Norén wurde mit seinem Familiendrama Modet att döda („Mut zu töten“) 1980 zum bedeutendsten Dramatiker der kommenden Jahrzehnte. Er schrieb 40 Stücke sowie zahlreiche Fernsehspiele und Hörspiele und leitete als Nachfolger Ingmar Bergmans bis 2012 das Schwedische Nationaltheater sowie außerdem das Reichstheater (ein Tourneetheater). Als Lyriker sind auch Tobias Berggren, Birgitta Lillpers und Eric Åkerlund zu erwähnen, der auch Romane, Dramen und Hörspiele verfasste.

## Gegenwart
Auch die Gegenwart ist durch eine Hinwendung zum epischen – gelegentlich etwas ausschweifenden – Erzählen gekennzeichnet. Kerstin Ekman veröffentlichte 1999 mit Guds barmhärtighet den ersten Band der 2003 abgeschlossenen Trilogie Vargskinnet (dt. Der Wolfspelz). 2009 publizierte Jonas Jonasson seinen ersten Roman unter dem Originaltitel Hundraåringen som klev ut genom fönstret och försvann. Im Jahr 2010 war es das meistverkaufte Buch in Schweden. Die Übersetzungsrechte wurden in 35 Länder verkauft (Stand Juli 2013). In Deutschland erschien das Buch im August 2011 unter dem Titel Der Hundertjährige, der aus dem Fenster stieg und verschwand, erreichte im September 2011 die Top 10 und Anfang 2012 die Spitze der Spiegel-Bestsellerliste. Elf Monate nach dem Verkaufsstart waren in Deutschland schon mehr als eine Million Exemplare verkauft worden. Aufsehen erregte auch Den siste Greken von Aris Fioretos (2009; dt.: Der letzte Grieche, 2011), der Gastprofessor in Berlin war und Mitglied der Deutschen Akademie für Sprache und Dichtung ist. In Die halbe Sonne (dt. 2013) erzählt er die Geschichte seines griechischen Vaters rückwärts von der Pflegestation bis zu seinem Exil unter der Militärdiktatur.

## Kriminalliteratur

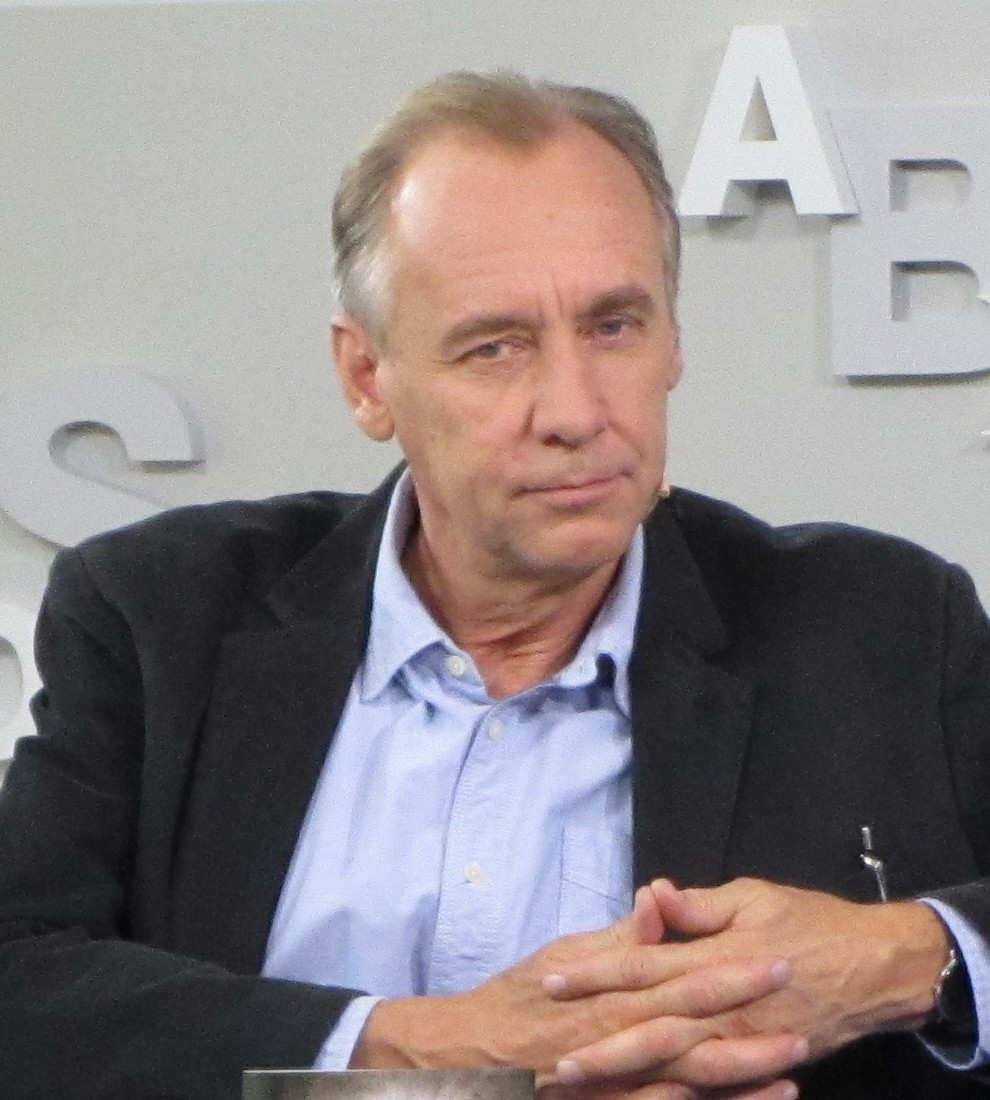
Håkan Nesser (2012)

Der schwedische Kriminalroman war bis zum Zweiten Weltkrieg stark von ausländischen Vorbildern beeinflusst. Erst danach bezieht sich der Kriminalroman auf ein genuin schwedisches Milieu. In den Sechzigern leiteten Maj Sjöwall und Per Wahlöö eine Zusammenarbeit ein, aus welcher der international erfolgreiche zehnbändige Zyklus Roman om ett brott (Roman über ein Verbrechen) hervorging. Ihre Romane haben auch eine deutliche politische Dimension. In weiterer Folge widmeten sich mehr und mehr Schriftsteller dem Kriminalroman. Mit dem Schwedischen Krimipreis zeichnet seit 1971 jährlich die Svenska Deckarakademin das jeweils beste schwedischsprachige Werk in verschiedenen Kategorien (The Martin Beck Award, Bästa svenska kriminalroman, Bästa svenska debut u. a.) aus. Internationalen Erfolg hatten Henning Mankell, der zweimal mit dem Krimipreis ausgezeichnet wurde (Mörder ohne Gesicht, 1991, Die falsche Fährte, 1995) und dessen Romane auch vielfach verfilmt wurden, und Stieg Larsson mit seiner Millennium-Trilogie (2005 bis 2007), bestehend aus den Romanen Verblendung, Verdammnis und Vergebung. Håkan Nesser, der durch seine Romane um die Figuren der Inspektoren Van Veeteren (mehrfach verfilmt) und Barbarotti sowie durch zehn andere Romane bekannt wurde, erhielt den schwedischen Krimipreis dreimal. Auch die Romane des Autorenduos Erik Axl Sund mit der Trilogie Kråkflickan (2010, dt. Titel: „Krähenmädchen“), Hungerelden (2011, dt. Titel: „Narbenkind“) und Pythians anvisningar: ["mord och psykoterapi"] (2012, dt. Titel: „Schattenschrei“) wurden in mehrere Sprachen übersetzt und sind internationale Bestseller. Sehr bekannt – auch außerhalb von Schweden – wurden einige Krimischriftstellerinnen, namentlich Camilla Läckberg, Åsa Larsson, Liza Marklund und Viveca Sten, die ihre Kriminalromane mit intensiven Landschaftsbeschreibungen verbindet.

## Kinderliteratur
Die erste Blütezeit der schwedischen Kinderliteratur ist um 1900. Elsa Beskow, Anna Maria Roos und Anna Wahlenberg sind deren wichtigste Vertreterinnen. 1945 gelang Astrid Lindgren mit Pippi Långstrump (dt. Pippi Langstrumpf) der Durchbruch. Mit Pippi Långstrump, die Konventionen und Autoritäten die Stirn bietet, befreite Astrid Lindgren die Kinderliteratur von der Last eines einengenden Moralismus. Sie griff in ihrer Kinderliteratur oft auch existentielle Fragen auf, wie Leben und Tod in Bröderna Lejonhjärta (dt. Die Brüder Löwenherz), Mut und Angst in Mio, min Mio (dt. Mio, mein Mio), den Generationenkonflikt in Ronja Rövardotter (dt. Ronja Räubertochter) u. a. Weitere Erneuerer in den folgenden Jahrzehnten sind unter anderem Maria Gripe, Gunnel Linde, Inge und Lasse Sandberg, Sven Nordqvist (Pettersson und Findus) und Moni Brännström (Tsatsiki-Tsatsiki).